# مومیایی ۳
مومیایی ۳ فیلمی ایرانی در سبک کمدی و جنایی به کارگردانی و نویسندگی محمدرضا هنرمند و تهیه‌کنندگی حسین زندباف محصول سال ۱۳۷۸ و اکران شده در تاریخ ۱۸ خرداد ۱۳۷۹ است. پرویز پرستویی بخاطر بازی موفقش در نقش سروان قربانی، نامزد دریافت سیمرغ بلورین بهترین بازیگر نقش اول مرد از هجدهمین جشنواره بین‌المللی فیلم فجر شد.

## خلاصه داستان
سروان قربانی، افسر وظیفه‌شناسی است که کارش را به خوبی و با صداقت تمام انجام می‌دهد. او که باید هرچه زودتر کلانتری محل خدمت اش را به مالک اصلی اش تحویل دهد، به او اطمینان می‌دهد که قصد تخلیه کلانتری را دارد ولی متأسفانه هیچ‌کس حاضر نیست ملکش را به کلانتری اجاره دهد. در این میان سروان قربانی در ماجرای سرقت یک مومیایی نیز گرفتار می‌شود که در جریان یافتن مومیایی به ناچار با بهروز و کبری هم سفر می‌شود و …

## بازیگران
- پرویز پرستویی
- مهتاب کرامتی
- رامبد جوان
- سیروس ابراهیم‌زاده
- رضا ژیان
- فتحعلی اویسی
- رضا فیض نوروزی
- عزت‌الله مهرآوران
- ابراهیم‌آبادی
- فرهاد خانمحمدی
- فرامرز حیات روشنایی
- مصطفی کریمی
- حسن خوانساری
- احمد یاوری شاد
- غلامحسن درسانی
- جبرئیل اظهری
- محمدرضا غیاثی
- سورن مناتساکانیان
- محمدرضا جوزی
- داریوش رضوانی
- محمدرضا سمیع‌فر
- اصغر خانی
- محمد ایمانی
- احمد خالدی عرب
- رحیم طالب‌پور
- رضا قنادی
- برکه فروتن
- مهدی آگاهی
- الیکا عبدالرزاقی

## جوایز و افتخارات[۱]

### هجدهمین دوره جشنواره فیلم فجر
| قسمت                      | نامزد            | نتیجه    |
| ------------------------- | ---------------- | -------- |
| بهترین بازیگر نقش اول مرد | پرویز پرستویی    | نامزدشده |
| بهترین فیلمبرداری         | محمد آلادپوش     | نامزدشده |
| بهترین تدوین              | حسین زندباف      | نامزدشده |
| بهترین صدابرداری          | محمود سماک‌باشی   | نامزدشده |
| بهترین طراحی صحنه و لباس  | محسن شاه‌ابراهیمی | نامزدشده |
| بهترین چهره پردازی        | مهرداد میرکیانی  | نامزدشده |

### چهارمین جشن سینمای ایران
| قسمت                       | نامزد             | نتیجه    |
| -------------------------- | ----------------- | -------- |
| بهترین بازیگر نقش مکمل مرد | سیروس ابراهیم‌زاده | برنده    |
| بهترین فیلمبرداری          | محمد آلادپوش      | نامزدشده |
| بهترین صدابرداری           | محمود سماک‌باشی    | نامزدشده |
| بهترین آنونس               | حسین زندباف       | نامزدشده |

### چهارمین دوره جشن حافظ
| قسمت                     | نامزد            | نتیجه    |
| ------------------------ | ---------------- | -------- |
| بهترین بازیگر مرد سینما  | پرویز پرستویی    | نامزدشده |
| بهترین فیلمنامه سینمایی  | محمدرضا هنرمند   | نامزدشده |
| بهترین فیلمبرداری        | محمد آلادپوش     | نامزدشده |
| بهترین طراحی صحنه و لباس | محسن شاه‌ابراهیمی | نامزدشده |